# Paulino Pérez Vera
Paulino Pérez Vera es un docente chileno.
Fue un finalilsta del Premio Global a la Enseñanza. Es el único docente de la Escuela Básica Multigrado de Excelencia Repollal de Guaitecas ubicada en la Región de Aysen.

## Trayectoria
Ingresó a la escuela de Repollal cuando esta tenía descuidadas las instalaciones. A contar de ese momento buscó el apoyo de instituciones públicas y privadas, consiguiendo, luego de diez años, que la institución alcanzara grados de excelencia académica, así como también certificación ambiental.
También ha participado en varios proyectos, entre ellos, y con la ayuda de científicos, en la identificación de ballenas, estableciendo rutas y definiendo peligros permanentes y de crecimiento poblacional, realizando un campamento en la reserva Melimoyu como parte de una competencia de investigación anual, y además ganó el primer premio del concurso «50 ideas para mi región», de la Universidad Tecnólogica de Chile INACAP, utilizando el dinero otorgado para desarrollar un sitio web para describir la experiencia de la escuela y la importancia de la educación rural, con el objetivo de armar una red de escuelas rurales en Chile.